# سو أليوت
سو أليوت (بالإنجليزية: Su Elliot)‏ هي ممثلة بريطانية، ولدت في 18 ديسمبر 1950 في نيوكاسل أبون تاين في المملكة المتحدة.

## أعمال

### أفلام
- (2005) هاري بوتر وكأس النار

## وصلات خارجية
- سو أليوت على موقع IMDb (الإنجليزية)
- سو أليوت على موقع قاعدة بيانات الفيلم (الإنجليزية)